# ボサ・ノヴァ2001
『ボサ・ノヴァ2001』（BOSSA NOVA 2001）は、1993年6月1日に発売されたピチカート・ファイヴ通算7作目のスタジオ・アルバム。

## 解説
1991年の『女性上位時代』、1992年の『SWEET PIZZICATO FIVE』に続く、日本コロムビア移籍第3弾。
本作発売当時、CORNELIUS名義でソロ活動開始前であった小山田圭吾をプロデューサーに招聘。
同年11月1日に本作のリミックス・アルバム『EXPO 2001』も発売された。

## 制作
アルバムタイトル通りのボサノヴァから始まり、キャッチーな楽曲からファンク、グルーヴ、ネオアコ、アップチューン「ゴーゴーダンサー」（エフエム東京のジングルの元になった楽曲）など、多種多様なジャンルを取り入れた作品。最後の「クレオパトラ2001」では発売当時に間近になった21世紀に想いを馳せる楽曲となっている。

## メディアでの使用
先行シングル「SWEET SOUL REVUE」がカネボウ化粧品CMタイアップになり、TVやラジオでピチカート・ファイヴの楽曲が流された。
所属レコード会社・日本コロムビア屋上で撮影された本作のミュージック・ビデオがビートルズがアップル・レコード屋上でルーフトップ・コンサートを行なった映像に似たことから深夜の音楽番組でMVが取り上げられたことがあった。

## パッケージ
本作初盤初回プレスはスケルトンのケースに文字がプリントされた三方背BOXにジャケット着せ替えカードを多数封入。アートディレクターはピチカート・ファイヴの作品ではすっかりお馴染みとなった信藤三雄が手掛けている。
本作発売の翌月7月1日には『スーヴニール2001』のタイトルで、日本コロムビアの絵本付ソフトウェアであるコロちゃんパック仕様かつ本作と異なるCD内容でパッケージも新調して限定発売された。

## 再発盤
- 2000年にTRIADレーベル時代のアルバム5タイトルが小西によるデザインで、スリーブケース仕様で再発。[4]下記の2006年の再々発に伴い、廃盤となった。
- 2006年に再び小西によりアートワークが一新され再々発。[5]初回プレスはジャケット文字が銀箔押し。現行盤は銀からグレーに変更された。

## 収録曲
1. ロックン・ロール rock'n roll [2:40]
  - 詞／曲／編曲：小西康陽
2. スイート・ソウル・レビュー sweet soul revue [5:19]
  - 詞／曲／編曲：小西康陽
3. マジック・カーペット・ライド magic carpet ride [5:46]
  - 詞／曲／編曲：小西康陽
4. 我が名はグルーヴィー groovie is my name [3:23]
  - 詞／曲／編曲：小西康陽
5. ソフィスティケイテッド・キャッチー sophisticated catchy [2:38]
  - 曲／編曲：小西康陽
6. ピース・ミュージック peace music [4:44]
  - 詞：野宮真貴　曲／編曲：高浪敬太郎
7. ストロベリィ・スレイライド strawberry sleighride [3:35]
  - 詞／曲／編曲：小西康陽
8. スリーパー sleeper [3:57]
  - 詞：野宮真貴　曲／編曲：高浪敬太郎
9. 優しい木曜日 sweet thursday [3:41] 
  - 詞／曲／編曲：小西康陽
10. レイン・ソング rain song [3:49]
  - 詞：野宮真貴　曲／編曲：高浪敬太郎
11. ゴー・ゴー・ダンサー go go dancer [5:13]
  - 詞／曲／編曲：小西康陽
12. 皆既日食  eclipse [2:25]
  - 詞／曲／編曲：高浪敬太郎
13. 愛の神話 saga [3:29]
  - 詞／曲／編曲：高浪敬太郎
14. ハレルヤ・ハレクリシュナ hallelujah hare krishna [3:21] 
  - 詞／曲／編曲：高浪敬太郎
15. プレイバック2001 playback 2001 [0:28] 
  - 曲：小西康陽・小山田圭吾・野宮真貴
  - 編曲：小西康陽・小山田圭吾
16. クレオパトラ2001 cleopatra 2001 [5:21]
  - 詞：小西康陽　曲／編曲：小山田圭吾